# ヴォルタース・クルーワー
ウォルターズ・クルワー（オランダ語: Wolters Kluwer N.V.）は、情報サービス事業や出版事業を行う株式会社。ヘルスケア、金融、会計、法分野などの情報サービスや出版物などをリリースしている。本社はオランダ・南ホラント州にあり、世界40カ国以上に運営拠点を、180カ国以上に顧客を持つ。ユーロネクスト・アムステルダム上場企業（Euronext: WKL ）。

## 沿革
ウォルターズ・クルワーは、1987年に前身の クルワー・パブリッシャーズ（Kluwer Publishers）と ウォルターズ・サムソン (Wolters Samson) とが合併して誕生した。 この合併は、エルゼビア社がクルワー・パブリッシャーズを傘下に収めようとする動きに対抗して、ウォルターズ・サムソンが救済会社として名乗りを上げたことで実現した。2003年に、ウォルターズ・クルワーはその科学出版事業を、現在のSpringer Science+Business Mediaに売却、2007年には教育出版部門を7億ユーロでBridgepoint Capitalに売却し、Infinitas Learningと名前を変えている。
現在売上では、媒体別ではデジタルが約8割、サービス事業と紙出版はそれぞれ約1割であり、地域別では6割が北米、3割がヨーロッパ、部門別ではタックス・アンド・アカウンティングが約3割で最大、ヘルスが4分の1前後でそれに次ぐが、4部門おおむねバランスの取れた売上構成となっている。

## 事業部門
ウォルターズ・クルワー・ヘルス
ウォルターズ・クルワー・ヘルスは、医薬、看護、健康、薬学、医薬品といった分野の専門家、学生向けの情報を提供しているグループ会社。CEOは Diana Nole。Lippincott Williams & Wilkinsなどのヘルスケアのオンラインジャーナルや各種情報データベースを提供するOVID Technologies Inc、ヘルスケアの出版物を提供するLippincott Williams & Wilkinsが現在のHLRP事業部を構成する。
2008年、UpToDate社を買収した。2011年には、薬剤情報業大手のLexi-Compが、買収額非公表で傘下に入った。
ウォルターズ・クルワー・フィナンシャル・アンド・コンプライアンス・サービス
ウォルターズ・クルワー・フィナンシャル・アンド・コンプライアンス・サービスは、金融サービスやソフトウェア、業務改善ソリューションなどを手がけるグループ会社。CEOはBrian Longe。会計検査やリスクヘッジ、コンプライアンスに関連する製品を取り扱っている。グループ会社として ARC Logics, AppOne, GainsKeeper, NILS INsource, PCi, FRSGlobal などが含まれており、2012年には FinArch を傘下に収めた。
ウォルターズ・クルワー・リーガル・アンド・レギュラトリー
ウォルターズ・クルワー・リーガル・アンド・レギュラトリーは、法分野のサービスや出版物を提供する部門。Wolters Kluwer Legal & Regulatory と Wolters Kluwer Corporate Legal Servicesという2つのグループ会社からなる。CCHや Aspen Publishers、Kluwer Law International、Croner、Loislawなどを関係部署にもつ。
子会社の一つ One Legal LLC は、法分野の文献を扱うオンラインサービスの先駆けである。また Aspen Publishers は法学の教育書などを AspenLaw を通して出版している。この事業は、2001年に Emanuel Law Outlines を傘下に入れ、さらにサンタモニカの法学書出版社である Casenotes を2002年に傘下に収めたことで成長を遂げている。また、法律の学習のために、AspenLaw Studydesk というツールをオンラインで公開している。 またCT（Corporation Trust Company）は、この事業分野における有力な子会社の一つである。
ウォルターズ・クルワー・タックス・アンド・アカウンティング
ウォルターズ・クルワー・タックス・アンド・アカウンティングは、税務や会計学に関する情報やソフトウェアのリリースを行なっているグループ会社。CEOはKevin Robert。CCH が最も主要な子会社で、ソリューションプログラムである CCH Global Integratorというウェブアプリケーションをリリースしている。他に ProSystem fx Suite、CorpSystem、IntelliConnect、Accounting Research Manager、U.S. Master Tax Guideなどの製品をリリースしている。

## ウォルターズ・クルワー・ヘルスの提供する製品
HLRP事業部(Health Learning, Research & Practice)：Lippincott Williams & Wilkinsなどのヘルスケアのオンラインジャーナルや各種情報データベースをOVIDプラットフォーム上で提供している。各種情報データベースのクロス検索やディスカバリーサービス、3Dの解剖ツールのVisibleBodyや診断支援を行うVisualDxの提供も提供することにより、ヘルスケアのプロフェッショナルをLearning, Research,  Practiceのそれぞれの場面で支援している。*OVID 公式ウェブサイト OVID日本語、*OVID 公式ウェブサイト OVIDリソースセンター日本語
Clinical Effectiveness事業部：UpToDateとは同事業部が提供する、医療従事者を対象とした治療の意思決定支援システムである。根拠に基づいた医療情報を提供し、5700人以上の医師によって書かれ、匿名のビアレビューを経て公開され、執筆者のCOIが公開されている。米国家庭医学会(AAFP)より推奨を得ている。全文を閲覧するには会員登録が必要となり、費用は月額$45ほど。

## ウォルターズ・クルワー・ヘルスの日本でのサービス提供
HLRP事業部とClinical Effectiveness事業部が各種サービスを夫々提供している。